# Albrecht Puhlmann
Albrecht Puhlmann (* 5. Dezember 1955 in Bad Segeberg) ist ein deutscher Dramaturg und Intendant.

## Leben und Werk
Albrecht Puhlmann studierte in Hamburg Musikwissenschaft, Philosophie und Literaturgeschichte. Das Studium schloss er mit einer Arbeit über Hans Werner Henze und die Tradition unter dem Titel Die Menschenrechte des Ohres ab.
Von 1982 bis zu dessen Tod 2002 verband ihn eine enge Zusammenarbeit mit dem Regisseur Herbert Wernicke, dessen regelmäßiger dramaturgischer Mitarbeiter er war.
Bis 1985 war Albrecht Puhlmann freiberuflich als Dramaturg u. a. an den Staatstheatern in Darmstadt und Kassel, am Theater Basel und an der Deutschen Oper Berlin tätig. 1986 trat er sein erstes festes Engagement als Operndramaturg am Staatstheater Kassel an. Hier begann auch seine Zusammenarbeit mit Peter Konwitschny.
Von 1988 bis 1993 war Albrecht Puhlmann Operndramaturg am Theater Basel unter der Direktion von Frank Baumbauer. Hier bildete die Zusammenarbeit mit den Regisseuren Herbert Wernicke, Peter Konwitschny, Renate Ackermann und Ruth Berghaus den Schwerpunkt.
Drei Jahre als freiberuflicher Dramaturg für Oper und Schauspiel folgten von 1993 bis 1996, u. a. am Schauspielhaus Hamburg, bei den Salzburger Festspiele mit Gerard Mortier (regelmäßig seit 1993 bis 1998), an der Opéra de la Monnaie in Brüssel sowie beim Holland Festival.
Von 1996 bis 2001 war Albrecht Puhlmann Operndirektor und Leitender Dramaturg der Oper am Theater Basel. Dort arbeitete er insbesondere mit den Dirigenten Julia Jones, David Parry, Michael Hofstetter, René Jacobs sowie den Regisseuren Herbert Wernicke, Christoph Marthaler, Jossi Wieler, Barbara Beyer und Nigel Lowery zusammen.
Von 2001 bis 2006 war Albrecht Puhlmann Intendant der Staatsoper Hannover. Hier etablierte er Calixto Bieito als Opernregisseur und arbeitete mit Regisseuren wie Jossi Wieler, Peter Konwitschny, Nigel Lowery und Thomas Bischoff, gemeinsam mit dem GMD Shao-Chia Lü.
Von 2006 bis 2011 war er Intendant der Staatsoper Stuttgart. Dort legte Albrecht Puhlmann einen besonderen inhaltlichen Schwerpunkt auf die Auseinandersetzung mit den Musikkulturen Frankreichs und Deutschlands. Mit Neuproduktionen insbesondere der französischen Oper, prominenten oder auch zu Unrecht in Vergessenheit geratenen Werken der Grand Opéra wurde eine Lücke des Stuttgarter Repertoires geschlossen. Wichtige Dirigenten neben GMD Manfred Honeck waren Enrique Mazzola, Julia Jones, David Parry, Michael Hofstetter, Konrad Junghänel, Marc Soustrot und Patrick Fournillier. In Stuttgart engagierte er Regisseure wie Calixto Bieito, Jossi Wieler und Sergio Morabito, Joachim Schlömer, Philipp Stölzl und Stefan Herheim. Daneben standen neue Handschriften von Regisseuren wie Sebastian Nübling, Igor Bauersima oder Anna Viebrock.
Zur Spielzeit 2016/2017 wurde Albrecht Puhlmann Opernintendant des Nationaltheaters Mannheim als Nachfolger von Klaus-Peter Kehr. Auch dort baut Albrecht Puhlmann auf eine inhaltliche und ästhetische Öffnung der Oper. Ein Schwerpunkt der künstlerischen Arbeit liegt dabei auf den Frühformen der Oper und dem Werk Claudio Monteverdis, dem in Zusammenarbeit mit dem Barockensemble „il Gusto Barocco“ unter der Leitung von Jörg Halubek ein großangelegter Zyklus gewidmet ist. Dieser umfasst neben den Opern Orfeo, Die Heimkehr des Odysseus und Die Krönung der Poppea auch die Marienvesper als szenische Aufführung.
Neben der intensiven Beschäftigung mit den Frühformen der Oper bilden Uraufführungen einen wichtigen Pfeiler der Arbeit. Im Dialog mit angrenzenden Künsten öffnet sich die Oper dabei auch den Strömungen der Popmusik und Popkultur und erprobt zukunftsweisende Formen des Musiktheaters, wie etwa mit der Uraufführung Vespertine (2017/2018) nach dem Album Vespertine der isländischen Popikone Björk.
Prägend ist die Zusammenarbeit mit Regisseurinnen und Regisseure wie Roger Vontobel, Calixto Bieito, Anna Viebrock, Lorenzo Fioroni, Yona Kim oder Markus Bothe sowie dem dänischen Künstlerkollektiv „Hotel Pro Forma“. Der Gedanke der „Öffnung“ meint aber auch, die Oper für neue Publikumsschichten zugänglicher zu machen: Im Rahmen der Reihe „Alphabet“ (angelehnt an die Quadrate der Mannheimer Innenstadt) werden Mannheimer Stadtteile in die Oper geladen; es finden Einführungs- und Gesprächsveranstaltungen, Kammeropern sowie Konzerte statt, die vom Lieder- bis zum Jazzabend reichen. Sie werden in der Reihe Musiksalon zusammengefasst. Der „Alphabet-Chor“ bietet darüber hinaus musikbegeisterten Laien die Möglichkeit, musikalisch und teilweise auch szenisch an Produktionen des NTM mitzuwirken.
Aber auch das Mannheimer Repertoire, das zu den ältesten und größten Opernrepertoires der Welt zählt, wird unter der Intendanz von Albrecht Puhlmann und der künstlerischen Leitung von GMD Alexander Soddy mit größtem Einsatz gepflegt. So reicht das Spektrum an Regiehandschriften und Theaterformen vom Parsifal aus dem Eröffnungsjahr des neuen Nationaltheaters am Goetheplatz (1957) bis zu zeitgenössisch experimentellen Entwürfen, die insbesondere auch im biennal stattfindenden „Mannheimer Sommer“, dem ehemaligen Mannheimer Mozart-Sommer, ihren Platz haben.

## Veröffentlichungen
- Pomp und Finsternis. Hans Werner Henzes grosse Oper „Die Bassariden“. In: Musiktheater im 20. Jahrhundert. (Hrsg. Constantin Floros ed.al.) Hamburger Jahrbuch für Musikwissenschaft, Band 10. Laaber-Verlag 1988
- Endspiel und neuer Gedanke. In: Sehnsucht nach unentfremdeter Produktion. Der Regisseur Peter Konwitschny. Berlin 1992, ISBN 3-929333-11-2.
- Zur Geistesgegenwart der Oper. Ein Gespräch. In: die deutsche Bühne. Mai 2001
- Warum Oper? Gespräche mit Opernregisseuren (Hrsg. Barbara Beyer) Vorwort. Berlin 2005, ISBN 3-89581-145-9.
- Meine Neunziger Jahre. Basler Opernzeiten 1996–2001. In: Neunzehnsechsundneunzig bis zweitausendundsechs. Hrsg. Michael Schindhelm. Schwabe-Verlag Basel 2006, ISBN 978-3-7965-2230-7.
- Im Berg der Träume. Erinnerungen an Herbert Wernicke. In: Harmonie bleibt Utopie. Zur Ausstellung: Herbert Wernicke – Regisseur und Bühnenbildner. Akademie der Künste Archiv. Berlin 2006, ISBN 3-88331-094-8 (auch als: En la montano de los sueños. Recuerdos de Herbert Wernicke y su teatro musical alegórico. In: Armonía frente a Utopía. Festival Mozart A Coruña 2008)
- Tradition ist nicht die Anbetung der Asche… Fünf Jahre Oper in Hannover. In: Rückschau. Staatsoper Hannover 2001–2006
- Mission Impossible im schwäbischen Pfarrhaus. Ein Gespräch. In: die deutsche bühne, Oktober 2006
- Immer wieder das Neue im Alten suchen – muss dass sein. In: Von der Zukunft einer unmöglichen Kunst. 21 Perspektiven zum Musiktheater. (Hg.: Bettina Knauer, Peter Krause) Bielefeld 2006, ISBN 3-89528-542-0.
- Ferne Gegenwart. Von den Problemen der Oper, sich im Hier und Jetzt zu definieren. In: Oper zwischen Event und Esoterik. Themenschwerpunkt die deutsche bühne. September 2007
- Selbständig denken! Zu einigen Konstanten in Peter Konwitschnys Regiearbeit. In: Anja Oeck (Hrsg.) Musiktheater als Utopie. Peter Konwitschny inszeniert. Berlin 2008, ISBN 978-3-88331-122-7.
- Oper betrifft uns alle. Ein Gespräch. In: agora 42. Ökonomie. Philosophie. Leben. März 2010
- Das Volk erzwingt den Frieden. Ruth Berghaus inszeniert Verdis „Don Carlo“. In: Ruth Berghaus. Geschichten aus der Produktion. Berlin 2010 (Rotbuch), ISBN 978-3-86789-117-2.
- Zwischen Himmel und Hölle der singende Mensch. Annäherungen an Herbert Wernickes allegorisches Operntheater. In: Herbert Wernicke. Regisseur. Bühnenbildner. Kostümbildner. Schwabe-Verlag, Basel 2011, ISBN 978-3-7965-2590-2, S. 22–26.
- Die Weltverbesserer. Zu einer Denkfigur in Herbert Wernickes Inszenierungen. In: Herbert Wernicke. Regisseur. Bühnenbildner. Kostümbildner. Schwabe-Verlag, Basel 2011, ISBN 978-3-7965-2590-2, S. 200–204.
- Kristallisationen (Hrsg.). Die Staatsoper Stuttgart 2006–2011. avedition Ludwigsburg/Stuttgart 2001, ISBN 978-3-89986-161-7.